# Charles de Gaulle Plaza
Charles de Gaulle Plaza este o clădire de birouri de clasă A din București, situată în Piața Charles de Gaulle.
Are 16 etaje și o suprafață construită de 40.000 de metri pătrați.
Suprafața de birouri este de 30.000 mp (clasa A).
În cadrul subsolului există o parcare pe 5 nivele, cu o capacitate de 350 de locuri de parcare,
care este cea mai mare parcare subterană din România.
Ascensoarele din interiorul clădirii sunt cele mai rapide din România, cu o viteză de 2.5m/s.
În iunie 2005, Charles de Gaulle Plaza era cel mai mare imobil de birouri din România.
Clădirea a fost realizată de compania Avrig 35, și a fost achiziționată în anul 2006 de fondul de investiții Accesion Fund din Germania pentru suma de 85 milioane de euro.